# Ренсимен, Уолтер, 3-й виконт Ренсимен из Доксфорда
Уолтер Гаррисон Ренсимен, 3-й виконт Ренсимен из Доксфорда (англ. Walter Garrison Runciman, 3rd Viscount Runciman of Doxford; 10 ноября 1934 — 10 декабря 2020) — британский исторический социолог и наследственный пэр, обычно неофициально известный как Гарри Ренсимен.

## Происхождение и образование
Родился 10 ноября 1934 года. Единственный сын Лесли Ренсимена, 2-го виконта Ренсимена из Доксфорда (1900—1989), от его второй жены, Кэтрин Скайлер Гаррисон (ок. 1903—1993), дочери Уильяма Гаррисона. Дядя — британский историк сэр Стивен Ренсимен.
Рансимен получил образование в Итонском колледже, и в Тринити-колледже в Кембридже .
1 сентября 1989 года после смерти своего отца он унаследовал титулы 3-го виконта Ренсимена из Доксфорда в графстве Нортумберленд, 4-го барона Ренсимена из Шорстона в графстве Нортумберленд и 4-го баронета Ренсимена, став членом Палаты лордов Великобритании.

## Карьера
Уолтер Ренсимен поступил на работу на факультет Тринити-колледжа в Кембридже в 1950-х годах в качестве исторического социолога и стал младшим научным сотрудником после представления диссертации под названием «Поздняя эпистемология Платона». В 1960-х годах он стал в первую очередь социологом . Он стал старшим научным сотрудником в 1971 году, занимаясь исследованиями в области сравнительной и исторической социологии. Основным исследовательским интересом Уолтера Ренсимена было применение неодарвинистской эволюционной теории к культурному и социальному отбору.
Он имел почетные степени от Королевского колледжа Лондона и университетов Эдинбурга, Оксфорда и Йорка. Он также был почетным иностранным членом Американской академии искусств и наук и почетным членом Иннер-Темпла. Он был избран в Британскую академию в 1975 году и занимал пост ее президента с 2001 по 2005 год.

## Официальная и парламентская работа
Уолтер Ренсимен был приглашен управляющим Банка Англии на работу в Совет по ценным бумагам и инвестициям (позднее ставший Управлением по финансовым услугам), откуда он вышел на пенсию в 1998 году.
Уолтер Ренсимен возглавлял Королевскую комиссию по уголовному правосудию британского правительства, созданную в 1991 году и продолжившую расследование сэра Джона Мэя по обвинительным приговорам «семёрки Магуайра» и охватившую дальнейшие судебные ошибки. Комиссия отчиталась перед парламентом в 1993 году. В результате, Закон об апелляциях по уголовным делам 1995 года учредил Комиссию по рассмотрению уголовных дел как исполнительный вневедомственный государственный орган.
Уолтер Ренсимен был членом Палаты лордов в качестве наследственного пэра с того момента, как он унаследовал титул виконта 1 сентября 1989 года. Он выступал в палате 26 раз до 11 ноября 1999 года, когда он потерял свое право заседать там, когда большая часть наследственных пэров была отстранена от должности Актом о Палате лордов 1999 года.

## Публикации
Первой крупной публикацией Рансимэна была «Относительная депривация и социальная справедливость: исследование отношения к социальному неравенству в Британии двадцатого века» . С тех пор он опубликовал «Критика философии социальных наук Макса Вебера», «Трактат о социальной теории» и «Социальное животное». В 2004 году он отредактировал и внес вклад в нерегулярную работу Британской академии «Хаттон и Батлер: приоткрывая завесу над механизмами власти», в которой рассматриваются события, окружавшие участие Великобритании во вторжении в Ирак, и то, как это было представлено британской общественности.

## Брак и дети
17 апреля 1963 года Уолтер Гаррисон Ренсимен женился на Рут Хеллман (род. 9 января 1936). В 1998 году она стала дамой-командором Ордена Британской Империи . У супругов было трое детей:
- Достопочтенная Лиза Рансимен (род. 18 августа 1965)
- Дэвид Уолтер Ренсимен, 4-й виконт Ренсимен из Доксфорда (род. 1 марта 1967)
- Достопочтенная Кэтрин Ренсимен (род. 18 июля 1969).

Виконт Ренсимен скончался 10 декабря 2020 года.